# Proxicharonia arthritica
Proxicharonia arthritica is een uitgestorven slakkensoort uit de familie van de Cymatiidae. De wetenschappelijke naam van de soort werd voor het eerst geldig gepubliceerd in 1929 door Powell en Bartrum.